# Henk Lubberding

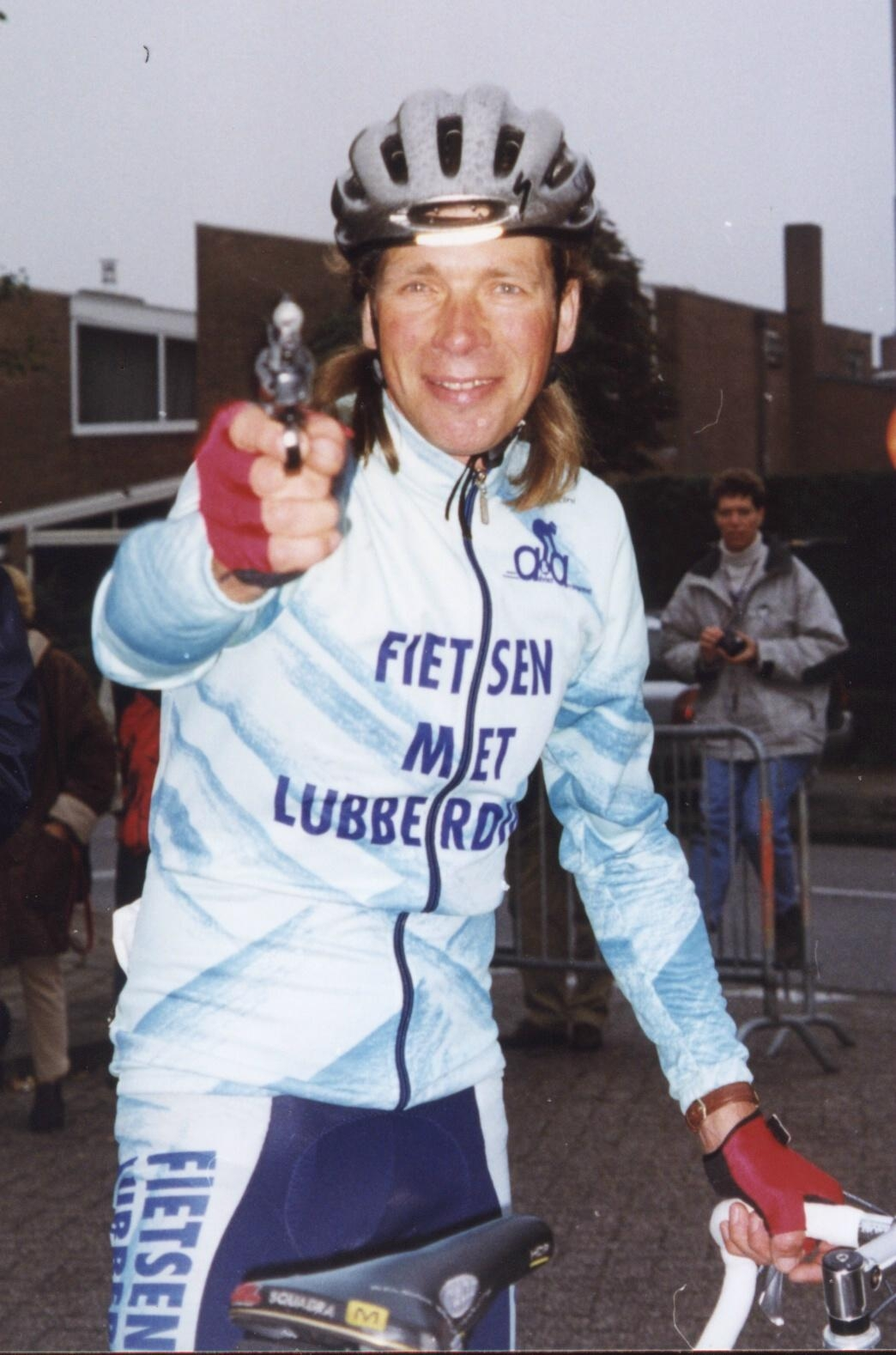
Henk Lubberding schießt das nach ihm benannte Rennen „an“.

Henk Lubberding (* 4. August 1953 in Voorst) ist ein ehemaliger niederländischer Radrennfahrer.

## Radsport-Karriere
Henk Lubberding wurde 1976 als Amateur Dritter der Tour de l’Avenir. Im Jahr darauf wurde er Profi und fuhr für das TI-Raleigh Team von Peter Post. Während seiner gesamten aktiven Karriere bis 1992 fuhr er in Teams, die von Post geleitet wurden. 1978 und 1979 wurde er Niederländischer Meister im Straßenrennen.
Ebenfalls 1978 gewann Lubberding eine Etappe bei der Tour de France, überquerte als Erster den  Cormet de Roselend , wurde Achter in der Gesamtwertung und eroberte das Weiße Trikot für den besten Jungprofi. Bei der Tour im Jahre 1983 brachte Lubberding den französischen Fahrer Michel Laurent beim Endspurt der 16. Etappe zu Fall und fuhr als Erster über die Ziellinie. Laurent, der sich bei dieser Aktion die Hand brach, wurde zum Sieger erklärt. Insgesamt nahm Lubberding 13-mal an der Tour teil. Er galt als „Edelwasserträger“.
In den folgenden Jahren gelangen Lubberding zahlreiche vordere Platzierungen bei renommierten Rennen wie der Sieg bei Gent–Wevelgem (1980), der Ronde van Midden-Zeeland (1982), der Acht van Chaam (1983) und der Norwegen-Rundfahrt (1985). Insgesamt errang er 58 Siege.

## Henk Lubberding Classic
Jährlich findet in den Niederlanden das Rennen Henk Lubberding Classic statt, das 2009 zum 13. Male ausgetragen wurde. Es führt 121,5 Kilometer lang durch Gelderland und streift Deutschland. Das Rennen wird in zwei Teilen ausgetragen: Auf dem ersten 90 Kilometer langen Stück fährt das Peloton mit 30 km/h geschlossen gemeinsam mit Lubberding auf verkehrsfreien Straßen in Begleitung von Polizeiwagen; erst auf den letzten Kilometern wird das Rennen freigegeben.

## Beruf und Familie
Henk Lubberding bewirtschaftet heute, wie auch schon während seiner gesamten Radsport-Karriere, einen Bauernhof, weshalb er auch den Beinamen „sympathieke Boerenzoon uit Voorst“ bekam. Seine Frau ist die ehemalige Rennfahrerin Corinna Griep, die ihrerseits aus einer Radsportfamilie stammt.